# Berberis bracteata
Berberis bracteata là một loài thực vật có hoa trong họ Hoàng mộc. Loài này được (Ahrendt) Ahrendt mô tả khoa học đầu tiên năm 1961.